# Ellen Marx
Pour les articles homonymes, voir Marx.
Ellen Marx, née le 22 février 1939 à Sarrebruck en Allemagne et morte le 5 mai 2023 à Jumeauville (Yvelines), est une plasticienne et auteure franco-allemande. Elle a vécu et travaillé dans la région parisienne depuis plus de soixante ans.

## Biographie
Ellen Marx a fait des études de 1957 à 1962 aux Beaux-arts de sa ville natale. L'enseignement dans l'esprit du Bauhaus et l'œuvre de son professeur Oskar Holweck (à l'époque membre du groupe ZERO, fondé par Otto Piene, Heinz Mack et Günther Uecker) ont une grande influence sur l'évolution de son travail ultérieur.
En 1969 débutent les recherches pour son premier livre Les Contrastes de la couleur publié en 1973 en cinq langues. 

De 1979 à 1982, Ellen Marx participe régulièrement aux salons « Grands et Jeunes d'aujourd'hui », « Comparaisons » et « Réalités Nouvelles ». À la même époque elle crée des relations amicales à Paris avec les artistes de l'art cinétique tels que Julio Le Parc, Jesús-Rafael Soto, Luis Tomasello et Carlos Cruz-Díez (qui a écrit en 1989 la préface de son livre Méditer la couleur) et à Sarrebruck avec les artistes de l'Art Concret Jo Enzweiler, Sigurd Rompza, Klaus Staudt et Hartmut Böhm entre autres.
D'autres expositions individuelles et collectives ont eu lieu en Europe, notamment, en 1981, l'exposition « Relief concret en Allemagne aujourd'hui » au musée d'Art moderne de la Sarre où Ellen Marx expose avec des artistes importants de l'Art concret en Allemagne. La géométrie dépouillée des reliefs blancs lui permet de créer des jeux de lumière nombreux et inattendus.    
Parallèlement à la sortie de son ouvrage Couleur optique en français et en anglais en 1983, le Centre Pompidou lui consacre une exposition personnelle avec des reliefs où, d'une manière cinétique, les couleurs changent avec l'angle de vision du spectateur. 

Farbintegration und Simultankontrast est publié en Allemagne en 1989. La même année est signé le contrat avec son éditeur parisien Pierre Zech pour l'ouvrage Méditer la couleur. Les livres de référence sur la couleur d'Ellen Marx ont suscité des invitations à tenir des conférences de 1983 à 1995 dans des écoles supérieures des Beaux-arts en France, en Norvège et en Finlande, à l'Association internationale de la couleur (AIC) et au Centre de la couleur en Allemagne,.  
Depuis 2005, Ellen Marx a réalisé des séries de tableaux en considérant trois pôles de recherche : Du contraste à l'intégration, Relativité et interdépendance et Origine et complémentarité de la couleur. Elle dit de son travail : « Ce qui m'intéresse surtout, c'est de traduire la logique et la cohérence de la couleur pure (sans support figuratif ou littéraire) pour susciter des réflexions et des émotions chez l'observateur. »
Ellen Marx meurt le 5 mai 2023.

### Ouvrages personnels
- Les Contrastes de la couleur, Dessain et Tolra, 1973 (en allemand chez Otto Mayer Verlag, en anglais chez Van Nostrand-Reinhold, en néerlandais chez Cantecleer bv - de Bilt, en japonais chez Bijutsu Shuppan-sha, Tokyo)
- Couleur optique, Dessain et Tolra, 1983
- Optical Color and Simultaneity, Van Nostrand Reinhold, New-York, 1983
- Farbintegration und Simultankontrast, Musterschmidt-Verlag, Zürich, Göttingen, 1989
- Méditer la couleur, Le Temps Apprivoisé, Paris, 1991

### Ouvrages collectifs
- Psychologie No 58, Éditions Retz, 1974, Paris
- Relief Konkret in Deutschland heute Éditions Galerie St.Johann, Sarrebruck, Allemagne
- Mondial Couleur 1985, Volume 2, AIC Monte Carlo, Monaco
- Expérience de la Couleur, Verba Volant... Scripat Manent: Volume 3 1992, Éditions École supérieure des Beaux-arts, Marseille-Luminy
- Aspects of Color 1994, University of Art and Design, Helsinki, Finlande
- Mouvements et lumières, Centre d'Art Contemporain Frank Popper, Marcigny 2014